# Павлова, Нина Сергеевна
Ни́на Серге́евна Па́влова (урожд. Потоцкая, 14 июня 1932, Москва — 23 августа 2021, там же) — советский и российский филолог, переводчица

, литературовед, доктор филологических наук (1979).

## Биография
Нина Павлова родилась в семье композитора Сергея Потоцкого. В 1954 году окончила филологический факультет МГУ. Специализировалась на немецкоязычной литературе. Автор ряда книг, учебников, более чем 200 научных работ по истории литературы Германии, Швейцарии и Австрии. Вместе со своим мужем Дмитрием Павловым переводила пьесы Эдёна фон Хорвата, Гуго фон Гофмансталя и др. Автор предисловий и сопроводительных статей к российским изданиям книг Альфреда Дёблина, Георга Гейма, Фридриха Дюрренматта и др.
В 1992—2008 годах заведовала кафедрой сравнительной истории литератур историко-филологического факультета Института филологии и истории РГГУ, с 1998 года — профессор.
Лауреат премии им. В. Гумбольдта (ФРГ). Кавалер Ордена Австрийской республики «Почётный крест 1-й степени за заслуги в области науки и культуры» (2001). Член правления международного общества им. Гёте (Веймар, ФРГ), член международного шиллеровского общества (Марбах); вице-президент российского общества германистов. Член редколлегии журналов «Филологический журнал», «Вестник РГГУ. Серия: Литературоведение, фольклористика». Преподавала в РГГУ курсы истории зарубежной литературы, страноведческие спецкурсы (Германия, Австрия, Швейцария).
Награждена медалью «В память 850-летия Москвы» (1997).
Во втором браке была замужем за филологом Самсоном Бройтманом.
Умерла в 2021 году. Похоронена рядом с родителями на Ваганьковском кладбище.

## Основные работы
- Творчество Эриха Мюзама / Н. С. Павлова; [АН СССР, Ин-т мировой лит. им. А. М. Горького]. — М.: Наука, 1965. — 134 c.
- Фридрих Дюрренматт / Н. С. Павлова. — М.: Высшая школа, 1967. — 75 с. — (Современная зарубежная литература).
- Типология немецкого романа, 1900—1945 / Н. С. Павлова; АН СССР и Ин-т мировой лит. им. А. М. Горького. — М.: Наука, 1982. — 279 с.
- Швейцарские варианты: Лит. портреты / Н. С. Павлова, В. Д. Седельник. — М.: Советский писатель, 1990. — 320 с.
- Альпы и свобода: Швейцарские писатели о своей стране, 1291—1991 / Сост., авт. предисл. Н. С. Павлова. М.: Прогресс, 1992. 480 с.
- История швейцарской литературы / Рос. акад. наук, Ин-т мировой лит. им. А. М. Горького. — М.: ИМЛИ, 2002—2005. — Т. 1/[редкол.: Н. С. Павлова (отв. ред.), А. В. Маркин, В. Д. Седельник]. — 2002. — 598 с.; Т. 2 / [редкол.: Н. С. Павлова (отв. ред.), А. В. Маркин, В. Д. Седельник]. — 2002. — 365 с.; Т. 3 /[редкол.: В. Д. Седельник (отв. ред.), А. Г. Вишняков, Н. С. Павлова]. — 2005. — 813 с. [авт. глав]
- Природа реальности в австрийской литературе / Н. С. Павлова. — М.: Языки славянской культуры, 2005. — 311 с. — (Studia philologica).
- О Рильке / Н. С. Павлова. — М.: РГГУ, 2012. — 220 с.